# 比利欽卡 (伊賈斯拉夫區)
50°6′33″N 26°43′39″E / 50.10917°N 26.72750°E

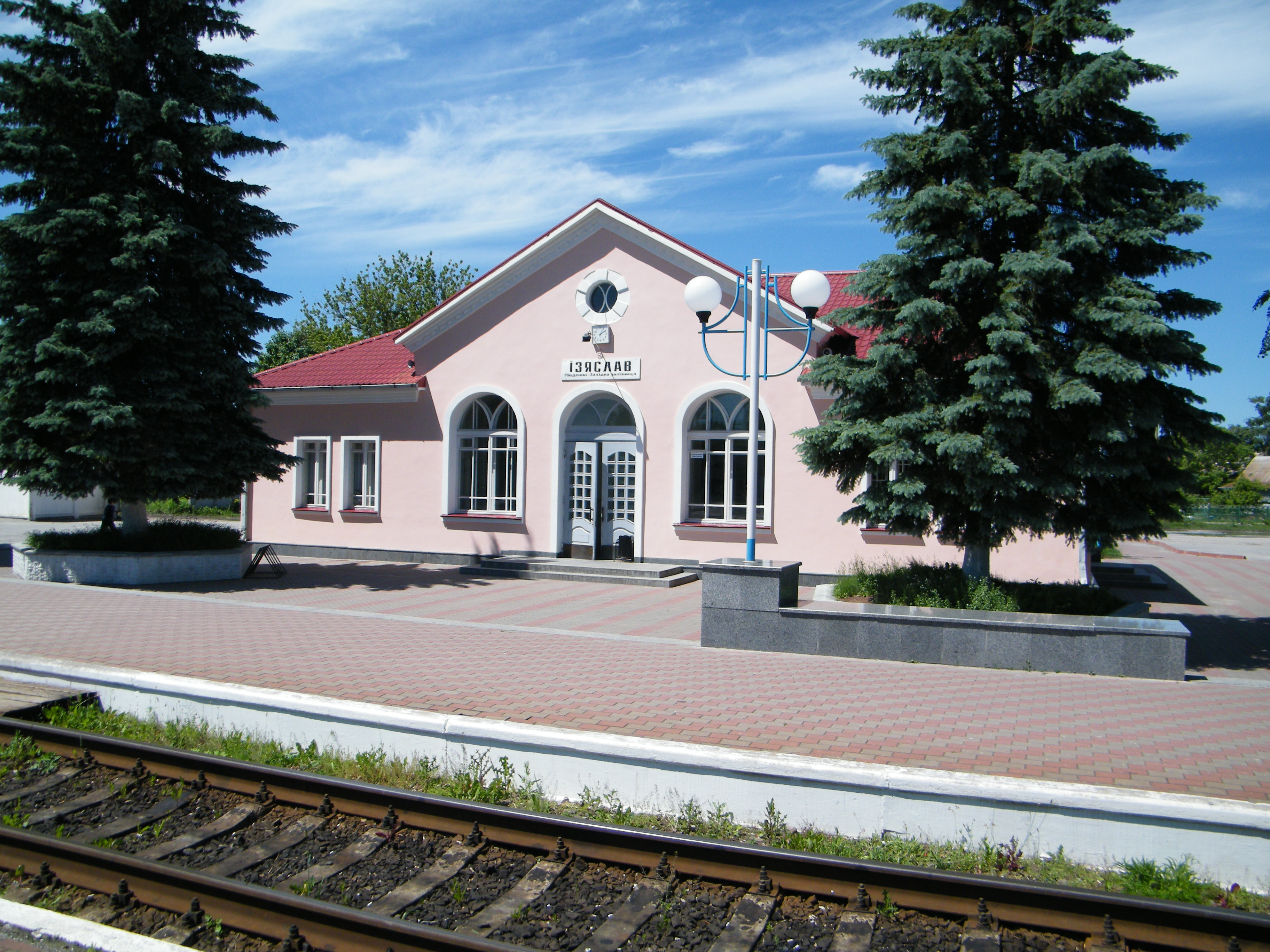
伊贾斯拉夫区火车站

比利欽卡（烏克蘭語：Більчинка），是烏克蘭西部的村莊，隸屬赫梅利尼茨基州的舍佩蒂夫卡區。該村面積0.32平方公里，海拔高度245米，2001年人口164，人口密度每平方公里506.2人。